# Ковзанярський спорт на зимових Олімпійських іграх 1956
Змагання з ковзанярського спорту на зимових Олімпійських іграх 1956 проходили на озері Місуріна в Італійських Альпах, розташованому на висоті 1754 м над рівнем моря. Озеро являло собою гірський кар'єр, оточений високими горами, які захищають його від вітрів і, враховуючи висоту, робило його дуже швидким для ковзанярів.
Змагання пройшли з 28 січня по 31 січня.
У змаганнях взяли участь 83 спортсмена (усі чоловіки) з 18 країн. У рамках змагань було розіграно 4 комплекта нагород.
За кількістю отриманих медалей різного ґатунку всіх обійшли ковзанярі збірної СРСР, які раніше ніколи не змагалися на зимових Олімпійських іграх. Радянські ковзанярі виграли чотири з п'яти золотих медалей (на трьох дистанціях) і сім з дванадцяти розіграних.

## Розклад
| День   | Дата     | Змагання      |
| ------ | -------- | ------------- |
| День 1 | 28 січня | 500 метрів    |
| День 2 | 29 січня | 5000 метрів   |
| День 3 | 30 січня | 1500 метрів   |
| День 4 | 31 січня | 10 000 метрів |

## Країни—учасниці
| - - Австралія (1) - Австрія (4) - Бельгія (1) - Велика Британія (3) - Італія (5) - Канада (3) - Нідерланди (6) - Норвегія (11) - Об'єднана німецька команда (2) | - - Південна Корея (4) - СРСР (11) - США (8) - Фінляндія (6) - Франція (1) - Чехословаччина (3) - Швейцарія (2) - Швеція (7) - Японія (5) |

В дужках вказана кількість спортсменів від країни.

## Таблиця медалей
| Місце | Країна          | Золото | Срібло | Бронза | Загалом |
| ----- | --------------- | ------ | ------ | ------ | ------- |
| 1     | СРСР (URS)      | 4      | 1      | 2      | 7       |
| 2     | Швеція (SWE)    | 1      | 1      | 0      | 2       |
| 3     | Норвегія (NOR)  | 0      | 1      | 1      | 2       |
| 4     | Фінляндія (FIN) | 0      | 0      | 1      | 1       |
|       | Усього          | 5      | 3      | 4      | 12      |

## Чемпіони та медалісти
| Дисципліна             | Золото                                   | Срібло                     | Бронза                    |
| Чоловіки: 500 метрів   | Євген Грішин · СРСР                      | Рафаель Грач · СРСР        | Алв Г'єстванг · Норвегія  |
| Чоловіки: 1500 метрів  | Юрій Михайлов · СРСР Євген Грішин · СРСР | —                          | Тойво Салонен · Фінляндія |
| Чоловіки: 5000 метрів  | Борис Шилков · СРСР                      | Сігвард Ерікссон · Швеція  | Олег Гончаренко · СРСР    |
| Чоловіки: 10000 метрів | Сігвард Ерікссон · Швеція                | Кнут Йоганнесен · Норвегія | Олег Гончаренко · СРСР    |